# Roger Fletcher
Pour les articles homonymes, voir Fletcher.
Roger Fletcher, né le 29 janvier 1939 et mort le 15 juillet 2016, est un mathématicien britannique, dont les travaux portent sur l'optimisation.

## Carrière
Fletcher est diplômé en 1960 en physique théorique à l'université de Cambridge et obtient son doctorat en 1963 auprès de Colin Reeves à l'université de Leeds.
Thèse traitant des problèmes numériques dans le calcul des orbitales moléculaires (Leeds était alors l'un des rares centres informatiques de Grande-Bretagne).
De 1969 à 1973, Fletcher a développé des logiciels au centre de recherche nucléaire britannique (Atomic Energy Research Establishment, AERE) à Harwell, en tant que collègue de Michael J. D. Powell. Il est ensuite devenu professeur à l'Université de Dundee. Il a pris sa retraite en 2005.
Il est l'un des développeurs de la méthode de Broyden-Fletcher-Goldfarb-Shanno, également nommé méthode BFGS (des initiales de Charles George Broyden, Fletcher, Donald Goldfarb, David F. Shanno), une méthode de quasi-Newton. 
il est également co-auteur de l'algorithme DFP pour Davidon-Fletcher-Powell-Amus, avec William Davidon (1927–2013) et Michael Powell), également une méthode de quasi-Newton ; avec  Reeves en 1964, il élabore la Méthode du gradient conjugué et avec Sven Leyffer en 2002 il met au point la méthode de filtre pour l'optimisation non-linéaire.
En 1974 il développe la méthode du gradient biconjugué.

## Distinctions
En 1997 il reçoit le prix George-B.-Dantzig et en 2006 le prix Lagrange en optimisation continue décerné par la SIAM. Il est fellow de la Society for Industrial and Applied Mathematics (SIAM), de la Royal Society (2003) et de la Royal Society of Edinburgh.
Ses hobbys sont la randonnée en montagne (dans le Nord de l'Angleterre et en Écosse), les échecs et le bridge.

## Publications
- Practical methods of optimization, 2. Auflage, Wiley 1987
- avec Michael J. D. Powell: A rapidly convergent descent method for minimalization, Computer J., Band 6, 1963, 163–168
- avec C. M. Reeves : Function minimization by conjugate gradients, Computer J., Band 7, 1964, 149–154
- A new approach to variable metric algorithms, Computer J., Band 13, 1970, 317–322